# Blaby
Blaby is een Engels district in het shire-graafschap (non-metropolitan county OF county) Leicestershire en telt 100.000 inwoners. De oppervlakte bedraagt 130 km².
Van de bevolking is 15,1% ouder dan 65 jaar. De werkloosheid bedraagt 2,1% van de beroepsbevolking (cijfers volkstelling 2001).

## Civil parishesin district Blaby
Aston Flamville, Blaby, Braunstone, Cosby, Countesthorpe, Croft, Elmesthorpe, Enderby, Glen Parva, Glenfields, Huncote, Kilby, Kirby Muxloe, Leicester Forest East, Leicester Forest West, Lubbesthorpe, Narborough, Potters Marston, Sapcote, Sharnford, Stoney Stanton, Thurlaston, Whetstone, Wigston Parva.